# Any Last Werdz
Any Last Werdz è l'ultimo singolo dell'album It's On (Dr. Dre) 187um Killa di Eazy-E.
Il singolo ha debuttato al numero #5 della Billboard Hot Rap Singles.

## Video
Il direttore del video è Edward Louderback. Nel video, Eazy-E uccide un uomo. Per tutta la durata del video, si possono vedere i Bone Thugs-N-Harmony. È uno degli ultimi video che ha girato Eazy-E prima di morire di AIDS.

## Curiosità
La canzone venne riscritta del tutto per ben 6 volte prima di essere quella attuale.
1 delle versioni in particolare divenne una canzone a sé stante intitolata "Sleepwalkers" e venne anche riutilizzata dai Bone-Thugs-N-Harmony, ma la versione integrale contenente tutti e 3 i versi di Eazy-E venne scartata perché troppo offensiva.